# Robin Simovic
Robin Simovic, född 29 maj 1991 i Malmö, är en svensk fotbollsspelare som spelar för NK Rudeš. Han har tidigare spelat för bland annat Helsingborgs IF och Varbergs BoIS.

## Karriär
Under sin ungdom spelade Simovic i Malmö FF och har en fin historik från ungdomssektionen. Den 20 januari 2012 skrev Simovic på för Ängelholms FF. Han spelade i Malmöklubben Lilla Torg FF innan han gick till IFK Klagshamn som spelade i division 2. I IFK Klagshamn vann Simovic både serien, samt kom tvåa i skytteligan med sina 14 mål på 19 matcher.

### Helsingborgs IF
Robin Simovic blev klar för Helsingborgs IF inför säsongen 2013. Simovic gjorde sitt första mål i HIF-tröjan den 18 april 2013 i en bortamatch mot IFK Norrköping. Hans första mål på Olympia kom den 27 april 2013 mot Gefle IF, där han gjorde 3-1 målet.

### Nagoya Grampus
Robin Simovic blev klar för japanska Nagoya Grampus inför säsongen 2016.

### Livorno
Den 12 februari 2020 värvades Simovic av italienska Serie B-klubben Livorno.

### Odds BK
I augusti 2020 värvades Simovic av norska Odds BK, där han skrev på ett halvårskontrakt.

### Varbergs BoIS
I februari 2021 värvades Simovic av allsvenska Varbergs BoIS.